# RM-70
RM-70は、1972年にチェコスロバキアが開発した自走多連装ロケット砲であり、ソビエト連邦のBM-21と同系列の122mm ロケット弾の40連装発射器を装備している。

## 開発と概要
RM-70は、1972年にチェコスロバキア陸軍によって開発された。オリジナルのBM-21はソ連製の6輪式ウラル-375D トラックを土台に使用しているのに対し、RM-70はチェコスロバキア国産の8輪式タトラ 813 トラックを土台に使用している。さらに、運転席周りのキャビンに装甲が施された上に、フロントガラスには防炎と防弾のためのシールドが装備され、非装甲であったBM-21よりも小火器の銃弾や榴弾の破片からの防御性が向上している。
冷戦中はチェコスロバキアのほか、東ドイツ軍やポーランド軍などで運用され、冷戦終結後のビロード離婚でチェコとスロバキアに分離した後も両国で運用が続けられ、アジアやアフリカ、南米などにも輸出されている。

## 兵装
40連装発射器に装填済みのロケット弾以外にもキャビンと発射器の間に予備の122mm ロケット弾40発を積み込んでおくことが可能であり、比較的簡単に予備のロケット弾を発射器に装填することが可能である。車体前面にはT-813 ブルドーザーブレードを装着することが可能であり、キャビン右側（助手席）の屋根上にはキューポラが設置され、そこには自衛用の7.62mm Vz.59汎用機関銃を装備するための銃架が設置されている。
2000年10月、スロバキア国防省はスロバキア陸軍が保有するRM-70に、従来の122mm ロケット弾とともにMLRS用M26 227mm ロケット弾の運用能力を付与するNATO標準化改修計画をドイツと共同で立ち上げ、2005年5月20日に改修済みの最初の1両を受領した。スロバキアは、RM-70を運用するほかの国に対してもこの改修案を積極的に売り込んでいる。

## 派生型
RM-70
基本型。タトラ 813を土台としている。
RM-70/85
タトラ 815を土台とし、キャビン周りの装甲と防炎シールド、キューポラおよび銃架を省略した上にブルドーザーブレードの運用能力を外した簡易型。RM-70Mと呼ばれることもある。
RM-70 モジュラー
MLRS用のM26 227mm ロケット弾の運用能力を付与された改良型。RM-70/85でオミットされた装甲やブルドーザーブレードの運用能力を復活させている。
RM-70 ヴァンパイア
シャーシをタトラ 813からタトラ 815-7に変更した新型。行動距離が1,000kmになり、最高速度も90km/hにまで伸びている。キャビンも新型となり、装甲が付与されている。

## 運用国
- アンゴラ

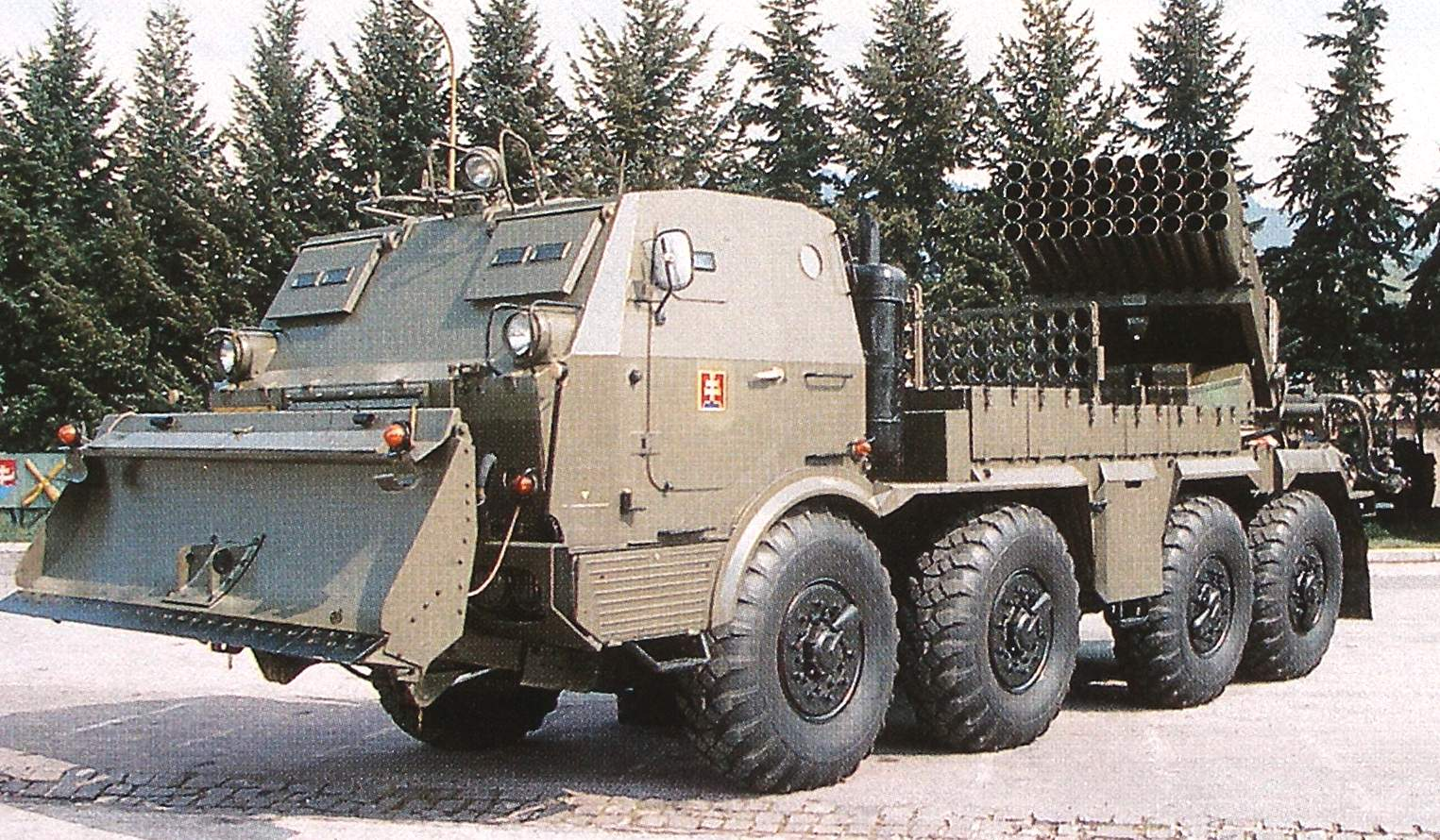
スロバキア陸軍のRM-70。車体前部にブルドーザーブレードを装着している

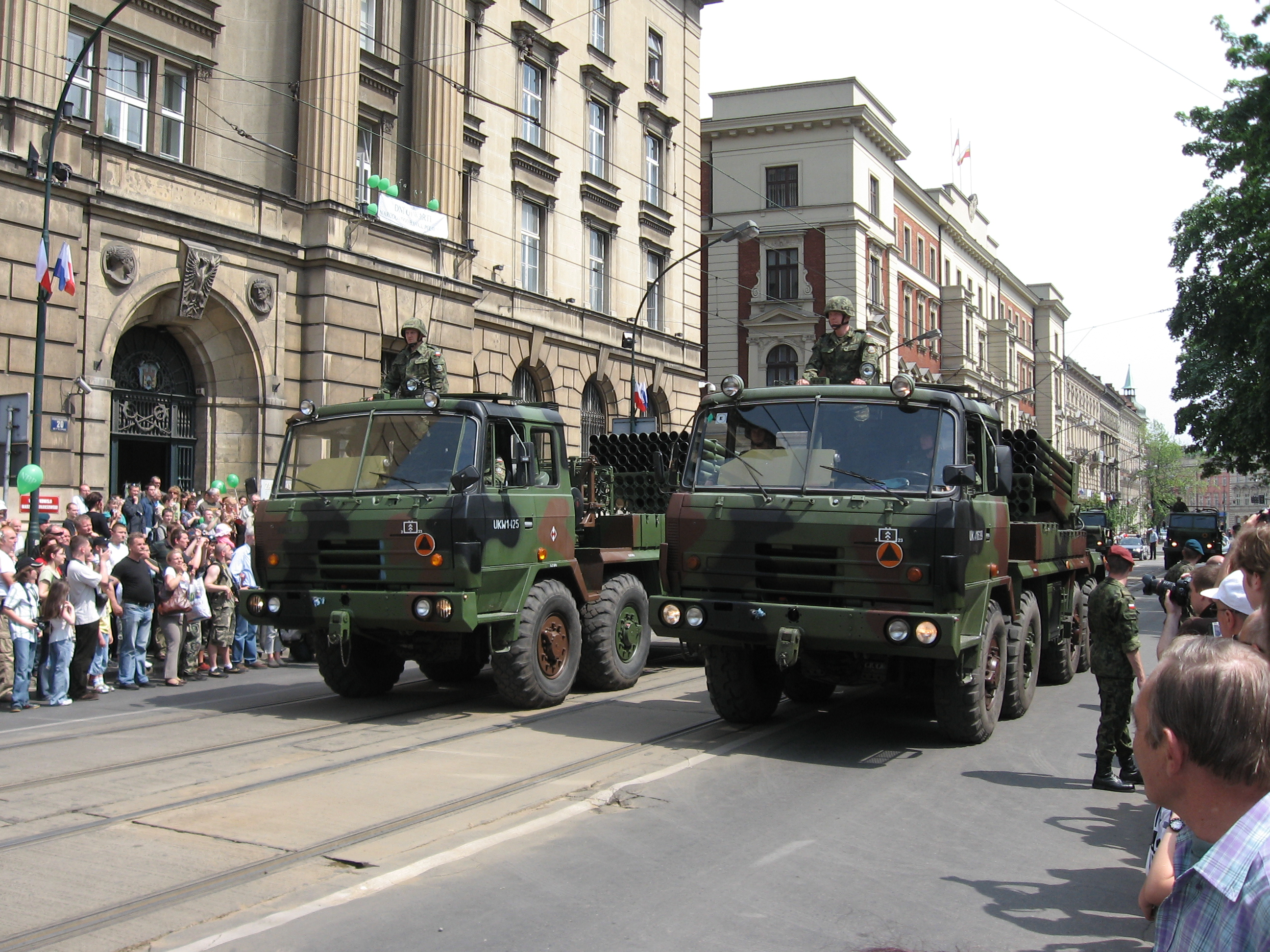
ポーランド陸軍のRM-70/85

- アゼルバイジャン - 2024年時点で、アゼルバイジャン陸軍が18両のRM-70 ヴァンパイアを保有[1]。
- ミャンマー
- カンボジア
- コンゴ民主共和国
- エクアドル - 2024年時点で、エクアドル陸軍が6両のRM-70を保有[2]。
- フィンランド
- ジョージア - 2024年時点で、ジョージア陸軍が18両のRM-70を保有[3]。
- ギリシャ
- ガーナ
- インドネシア - 2024年時点で、インドネシア海兵隊が9両のRM-70、8両のRM-70 ヴァンパイアを保有[4]。
- リビア
- ナイジェリア
- 北朝鮮
- ポーランド
- ルワンダ
- スロバキア
- スリランカ
- トルクメニスタン - 2024年時点で、トルクメニスタン陸軍が数量不詳のRM-70を保有[5]。
- ウガンダ
- ウルグアイ
- イエメン
- ジンバブエ
- ウクライナ

### 退役国
- ブルガリア
- チェコ
- チェコスロバキア
- 東ドイツ（東西ドイツ統一後、ギリシャに売却）
- ドイツ